# Euclidia configurata
Euclidia configurata är en fjärilsart som beskrevs av W. Warren 1913. Euclidia configurata ingår i släktet Euclidia och familjen nattflyn. Inga underarter finns listade i Catalogue of Life.